# Royal Jordanian
Royal Jordanian Airlines er det nationale flyselskab fra Jordan, med hovedsæde i Amman og hub på Queen Alia International Airport.
RJA blev dannet 9. december 1963 og startede flyvninger 6 dage efter. Dette skete efter et kongeligt dekret fra Kong Hussein.
Selskabet er medlem af flyalliancen Oneworld.